# David Balda
David Balda (* 26. února 2000 Hradec Králové) je český filmový režisér, kameraman a scenárista.

## Životopis
Debutoval v roce 2016 snímkem Pomsta, roku 2018 natočil drama Nevinná krutost s tématem ilegálních psích zápasů, inspirovaný skutečným příběhem.
V lednu 2019 uvedl do kin celovečerní film Narušitel, na kterém se podílel jako režisér, kameraman a scenárista a který je příběhem armádního pilota v 70. a 80. letech 20. století. 
V první polovině roku 2023 David Balda natáčí nový celovečerní mezinárodní hraný snímek, jehož uvedení je plánováno na začátek roku 2024.

## Filmografie
- 2016 Pomsta
- 2018 Nevinná krutost
- 2019 Narušitel